# Göttin (Lauenburg)
Göttin [gœˈtiːn] ist eine  Gemeinde im Kreis Herzogtum Lauenburg in Schleswig-Holstein. Die Gemeinde besteht aus etwa 20 Häusern.

## Geographie
Die Gemeinde liegt etwas abseits der Straße Büchen-Gudow unmittelbar zwischen der Bundesautobahn 24 Hamburg-Berlin und dem Elbe-Lübeck-Kanal. In der Nähe verlaufen die Bahnstrecke Lübeck–Lüneburg und die Landesgrenze zu Mecklenburg-Vorpommern, genauer Landkreis Ludwigslust-Parchim. Somit verlief auch die ehemalige innerdeutsche Grenze unweit von Göttin.

## Geschichte
Das Dorf wird erstmals 1194 als Guthin im Isfriedschen Teilungsvertrag erwähnt und auch im Ratzeburger Zehntregister von 1230 aufgeführt. Seit 1948 gehörte die Gemeinde zum Amt Gudow, das 1971 mit dem Amt Sterley zum Amt Gudow-Sterley zusammengefasst wurde. Nach dessen Auflösung trat die Gemeinde 2007 dem Amt Büchen bei.
Das Fachhallenhaus in der Dorfstraße ist ein eingetragenes Kulturdenkmal.

## Wappen
Blasonierung: „In Blau ein natürlich tingierter Pirol mit erhobenem rechten Fuß, im linken Obereck begleitet von drei goldenen Kugeln 2 : 1.“
Den Pirol gibt es im Göttiner Revier. Die goldenen Kugeln sind dem Wappen von Joachim Werner von Bülow entnommen, der 1718 mit Göttin belehnt wurde.

## Sehenswürdigkeiten

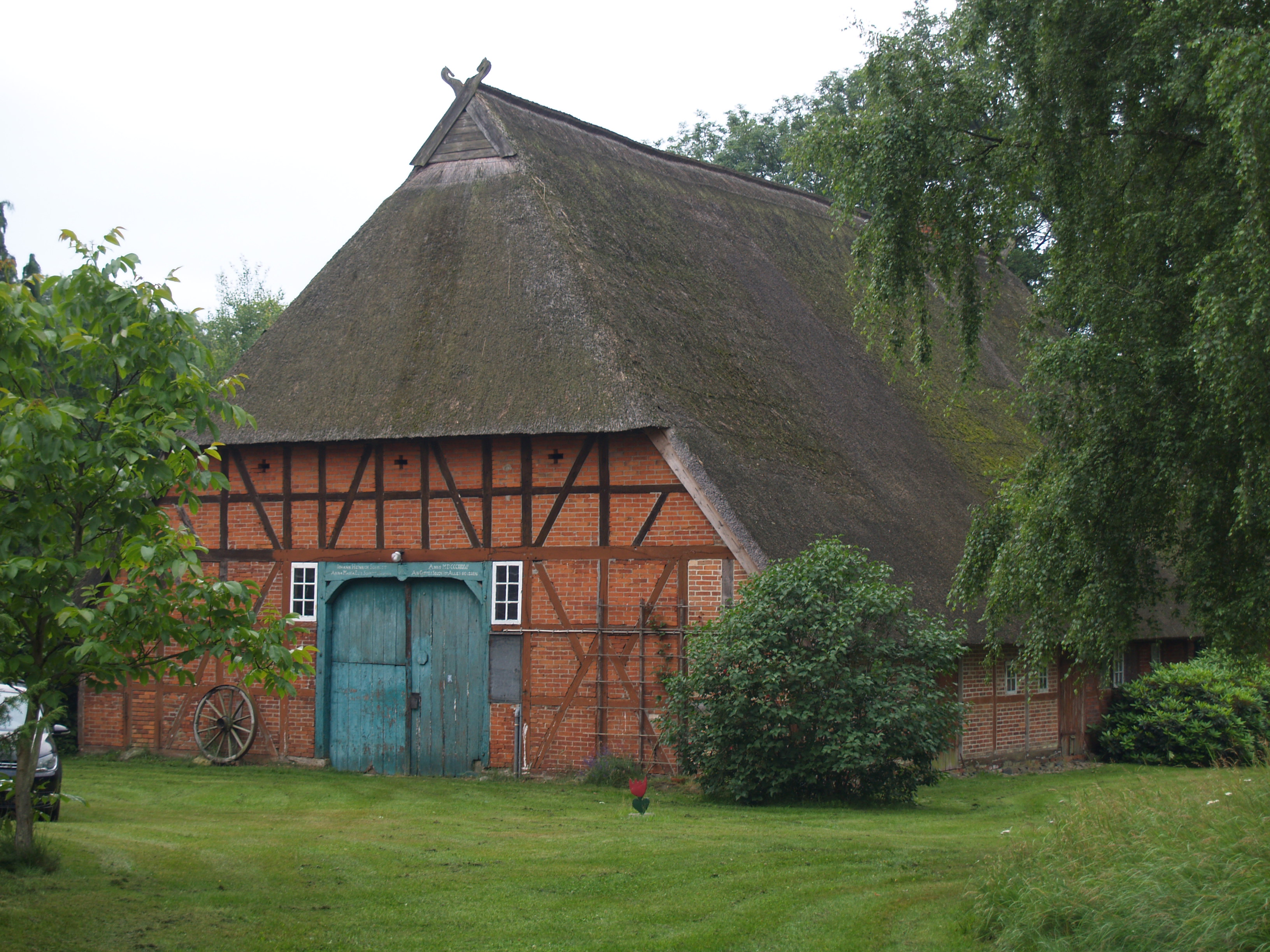
Fachhallenhaus Dorfstraße 15, eingetragenes Kulturdenkmal

In der Liste der Kulturdenkmale in Göttin (Lauenburg) stehen die in der Denkmalliste des Landes Schleswig-Holstein eingetragenen Kulturdenkmale.

## Trivia
Bei der Bundestagswahl 2021 war Göttin der Wahlbezirk mit den bundesweit wenigsten Wahlberechtigten, lediglich 55 Personen. Davon nahmen 50 an der Wahl teil. Damit war nicht Göttin, sondern einer der beiden Wahlbezirke von Neuhütten (Hochwald) der Wahlbezirk mit den wenigsten Wählern (40 von 76 Wahlberechtigten).